# Operacija Medvjed
Operacija Medvjed je bila operacija hrvatskih postrojaba u početnom razdoblju Domovinskog rata. 

## Okolnosti
Hrvatske snage su ju poduzele radi deblokiranja gradića Otočca i cestovne prometnice Otočac-Žuta Lokva.  Otočac je bio strateški važni gradić koji se nalazio na važnoj cestovnoj prometnici koja je povezivala hrvatski sjever i jug. Otočac je bio predstavljao i psihološki cilj, jer je bio glavnim gradom jedne hrvatske regije, Gacke.
Velikosrpske paravojne postrojbe uz pomoć postrojba JNA nisu uspjele zauzeti Otočac. Agresorski moral bio je ozbiljno smanjen, čemu je pridonijela činjenica da hrvatski gradovi i sela nisu padali kao domine, kao što im je to huškačka ratna propaganda prikazivala u medijima. Hrvatski otpor bio je iznimno jak, a agresorski gubitci veliki. Posljedica je bila da se u agresorskim redovima javlja samovolja i nedisciplina. Od tad JNA je otvoreno napadala hrvatske snage, služeći se svom tehnikom. Napadali su grad s borbenih položaja oko grada obilato se služeći borbenim zrakoplovstvom. 
JNA pokušava prebaciti težište borba na drugi kraj, s obzirom na demoraliziranost velikosrpskih postrojba na Podumu. 12. rujna JNA borbeno djeluje oko Kompolja primjenjujući uobičajeni obrazac minobacačke paljbe po civilnim objektima u selu. Osim Kompolja, napali su i sela u okružju: Ramljane, Sinac, Prozor i Švicu. Gađali su isključivo civilne objekte iz minobacača, protuzračnih topova, tenkova, topova raznih kalibara i borbenih zrakoplova. K tome 18. rujna zrakoplovima dvaput su pokušali pogoditi crkvu u Prozoru. Gađali su ju bombama od 250 kilograma pri čemu su stradali crkva i okolni objekti. Dan poslije dva zrakoplova JNA napala su Sinac, u prvom naletu pogodili su crkvu Svetog Ilije, a u drugom kuće i gospodarske objekte civila.
20. rujna zrakoplovstvo JNA s pet borbenih zrakoplova raketira i bombardira Otočac i prigradsko naselje Šumečicu. Istog popodneva tri borbena zrakoplova raketirali su u Lešću područje oko hotela Gacka. Drugi iz formacije zrakoplov četirima bombama "krmačama" neuspješno gađao hotel, a treći mitraljirao predjel blizu hotela. Svi napadi bili su upravljeni protiv civilnih objekata bez ikakvog razumnog razloga, materijalna šteta po napadnutim naseljima velika je, a za to nitko nikad nije odgovarao. Tri zrakoplova popodne su dvaput raketirali skladište pogonskog goriva "Ramljani". Osim toga napali su raketama HTV-ov odašiljač na Stipanovom griču, napraviviši štetu.
Selo Kompolje bilo je u posebnim problemima, jer je bilo u strateški lošem položaju. Bilo je uklinjeno između sela sa srpskim stanovništvom. Neki su se odmetnuli, za drugi se nije znalo hoće li i kad će. Ispred je bilo selo Brlog, desno selo u kojem su bili odmetnuti Srbi Drenov Klanac. Lijevo su bila sela Bjeljevine, Hrvatsko Polje i Ponori.
21. rujna popodne su dva zrakoplova JNA gađala osnovnu školu u Kompolju i postrojbu PJP iz Zagorja. Kad su se vraćali, raketirali su u Švici zaselak Burić Klanac. Iz zapaljene škole mještani su spašavali inventar, a tad su na njih pucali iz Grubora i Bjeljevina iz pješačkog oružja. Kasnije popodne dva su zrakoplova opet napala Švicu, gađala most i društveni dom. Mete su promašili, a bombe su pale blizu groblja. U drugom su naletu uništili par civilnih objekata.
22. rujna novi zračni napad. Iz dva naleta zrakoplovima JNA je napala Kompolje. 20. rujna agresori su miniranjem oštetili zapornicu na Gusić jezeru u Brlogu. Posljedica je bilo onesposobljavanje neometanog rada HE Senj i Sklope te nije proizvodila struju. Daleko teža posljedica bila je ta što su Senj, Karlobag, Pag, Rab i sva naselja u Podgorju ostali bez vode. U tunelu je po procjenama ostalo zaliha pitke vode za najviše jedan tjedan. 

## Plan
Planirano je da se napadne 26. rujna u zoru. U 4 sata bi se napalo istovremeno iz tri smjera. Grupaciji Udar lijevi bok osigurale bi postrojbe za posebna djelovanja ZNG-a i MUP-a koje bi blokirale područja sela: Vlaško Polje - Bijeljevine - Ponori. 
Prvi napadni smjer (grupacija Udar): glavne snage išle bi iz Kompolja zahvaćajući asfaltnu cestu u pravcu Kompolje - Brlog - Rapajin Dol glavnim snagama, a pomoćnim snage MUP-a iz smjera zaselka Nikšića-Most, preko brda Veliki Derivol na selo Babića Most.
Drugi napadni smjer (snage Mesić): iz Brinja jednim krakom preko Rakovića, Grabara na Babića Most jednim dijelom, a drugim krakom preko sela Blažana, Dobrice na Brlošku Kosu.
Treći napadni smjer (snage More): s područja Vratnika preko Žute Lokve prema zaseocima Rapain Klanac - Rapain Dol.
Pričuvu grupaciji Udar činile su snage dragovoljačke satnije iz Zagreba. Glavnina topničke potpore bila je dijelom grupacije Udar, a manji dio u grupaciji kodnog naziva Mesić. 
Obranu grada za slučaj protunapada iz smjera Poduma predstavljala je minobacačka bitnica 120 mm koja se je nalazila na paljbenom položaju u Kostelčevu Selu. Zadaća joj je bila podupirati snage u obrani grada na Gornjoj Dubravi. Imala je samo 15 projektila.

## Akcija
Hrvatske postrojbe su 26. rujna pokrenule napadno-oslobodilačku akciju Medvjed radi deblokiranja najvažnije i skoro jedine kvalitetne cestovne prometnice kroz Liku i Gacku koja je spajala hrvatski sjever i jug.
Sudjelovale su hrvatske obrambene snage iz Otočca, Brinja, Ličkog Lešća, Senja, Zagreba i Zagorja.
Sama akcija nije bila dostatna za odblokirati Otočac. Nakon mjesec i pol dana su hrvatske snage bile prisiljene poduzeti novu napadno-oslobodilačku akciju.